# Sociedad Dominicana de Física
La Sociedad Dominicana de Física (SODOFI) es una organización sin fines de lucro, en la actualidad reúne a personas con formación en Física en los diferentes niveles académicos: licenciatura, especialidad, maestría o doctorado en Física. Fue fundada el 3 de junio de 1979 en Santo Domingo, República Dominicana.
Desde su inicio ha promovido el estudio de la carrera de Física en el país, la investigación, la colaboración con otras Sociedades Iberonoamericanas de Física, el apoyo a gestiones de infraestructura científica y el desarrollo profesional en el área con cursos, talleres, conferencias y paneles.

## Reseña biográfica
La Sociedad Dominicana de Física (SODOFI) se funda el 3 de junio del año 1979. Está conformada actualmente por profesionales que han obtenido: Licenciatura en Física, Especialidad en Física, Maestría en Física y Doctorado en Física. SODOFI es un espacio que sirve de guía, de espacio de desarrollo profesional y asesoramiento en temas científicos y tecnológicos que involucre la Física, orientada a la comunidad, el gobierno, el empresariado y la industria con respuestas objetivas basadas en la investigación científica.

## Aportes
- Inició las Olimpiadas de Física en la República Dominicana (1996).
- Reclutó, entrenó y ha participado desde la II Olimpiadas Iberoamericanas de Física  (1996).
- Un aporte importante fue el contacto inicial con el Organismo Internacional de Energía Atómica para la creación de los laboratorios nucleares en la Universidad Nacional Pedro Henríquez Ureña y Universidad Autónoma de Santo Domingo, éste último convertido luego en el Instituto de Física de la UASD (80's).
- Curso Centroamericana y el Caribe en Física, Curccaf  (1982).